# 新蔡郡 (北齐)
新蔡郡，中国南北朝时设置的郡。
- 北魏太和十九年（495年）置东新蔡郡，属东豫州。治所在固始县（今河南固始县东北）。领四县，固始、鲷阳、苞信、汝阳。247户，677口。南朝梁大通元年（527年）属西豫州，太清元年（547年）属淮州。东魏武定七年（549年）属东豫州。北齐改东新蔡郡为新蔡郡，属东豫州。治所在苞信县（今河南息县东北七十里包信镇）。北周属息州，下辖苞信县、长陵县。隋文帝开皇三年（583年）废新蔡郡，地入息州。
- 北齐改北建州置新蔡郡，治所在固始县（今河南固始县东北）。北周为浍州治，下辖固始县。隋文帝开皇三年（583年）废浍州、新蔡郡，固始县地入光州。